# Trughirsche
Die Trughirsche (Capreolinae oder Odocoileinae), im englischen Sprachraum auch Neuwelthirsche, sind eine der beiden Unterfamilien der Hirsche (Cervidae). Die mehr als zwei Dutzend Arten dieser Gruppe sind größtenteils auf dem amerikanischen Kontinent beheimatet. In Europa leben das Reh, das Ren und der Elch.

## Unterschiede zwischen Trughirschen und echten Hirschen
Die Trughirsche unterscheiden sich von den Echten Hirschen (Cervinae) im Bau der Gliedmaßen: Bei den Trughirschen sind nur die distalen (von der Körpermitte entfernten) Knochen der verkleinerten zweiten und fünften Zehen vorhanden. Aus diesem Grund wurden sie ursprünglich als „Telemetacarpalia“ bezeichnet. Ein untergeordnetes Merkmal ist der anders geartete Geweihaufbau bei den Trughirschen.

## Gattungen und Arten
Innerhalb der Unterfamilie werden drei bis vier Triben und 14 Gattungen unterschieden:
- Unterfamilie Capreolinae Brookes, 1828

- Tribus Capreolini Brookes, 1828

- Gattung Hydropotes Swinhoe, 1870

- Wasserreh oder Chinesisches Wasserreh (Hydropotes inermis Swinhoe, 1870)

- Gattung Rehe (Capreolus Gray, 1821)

- Reh (Capreolus capreolus (Linnaeus, 1758))
- Sibirisches Reh (Capreolus pygargus (Pallas, 1771))

- Tribus Alceini Brookes, 1828

- Gattung Alces Gray, 1821

- Elch (Alces alces (Linnaeus, 1758))

- Tribus Rangiferini Brookes, 1828

- Gattung Rangifer C. H. Smith, 1827

- Ren oder Rentier (Rangifer tarandus (Linnaeus, 1758))

- Tribus Odocoileini Pocock, 1923 (Eigentliche Trughirsche)

- Gattung Amerikahirsche (Odocoileus Rafinesque, 1832)

- Maultierhirsch (Odocoileus hemionus (Rafinesque, 1817))
- Yucatán-Mazama (Odocoileus pandora Merriam, 1901)
- Weißwedelhirsch (Odocoileus virginianus (Zimmermann, 1780))

- Gattung Blastocerus Wagner, 1844

- Sumpfhirsch (Blastocerus dichotomus (Illiger, 1815))

- Gattung Ozotoceros Ameghino, 1891

- Pampashirsch (Ozotoceros bezoarticus (Linnaeus, 1758))

- Gattung Andenhirsche (Hippocamelus Leuckart, 1816)

- Nördlicher Andenhirsch (Hippocamelus antisensis (d’Orbigny, 1834))
- Südlicher Andenhirsch (Hippocamelus bisulcus (Molina, 1782))

- Gattung Pudella Thomas, 1913

- Pudella carlae Barrio, Gutiérrez & D’Elía, 2024
- Nordpudu (Pudella mephistophila (de Winton, 1896))

- Gattung Pudus (Pudu Gray, 1852)

- Südpudu (Pudu puda (Molina, 1782))

- Gattung Spießhirsche (Mazama Rafinesque, 1817)

- Großmazama (Mazama americana (Erxleben, 1777))
- Nördlicher Zwergmazama (Mazama bricenii Thomas, 1908)
- Südlicher Zwergmazama (Mazama chunyi Hershkovitz, 1959)
- Küstenwald-Mazama (Mazama jucunda Thomas, 1913)
- Kleinmazama (Mazama nana (Hensel, 1872))
- Paraguay-Großmazama (Mazama rufa (Illiger, 1815))
- Roter Kleinmazama (Mazama rufina (Pucheran, 1851))
- Mexiko-Großmazama (Mazama temama (Kerr, 1792))

- Gattung Bisbalus Sandoval, Jędrzejewski, Molinari, Vozdova, Cernohorska, Kubickova, Bernegossi, Caparroz & Duarte, 2024

- Westvenezolanischer Graumazama (Bisbalus citus (Osgood, 1912))

- Gattung Passalites  Gloger, 1841

- Amazonien-Mazama (Passalites nemorivagus (F. Cuvier, 1817))

- Gattung Subulo Smith, 1827

- Graumazama (Subulo gouazoubira (Fischer, 1814))

Aufgrund der hohen Artenvielfalt der Trughirsche in Amerika werden sie häufig auch als Odocoileinae bezeichnet, den Namen hatte Reginald Innes Pocock 1923 eingeführt. Aus Prioritätsgründen der ICZN ist aber Capreolinae der gültige wissenschaftliche Terminus. In einigen Systematiken bilden das Ren und die Eigentlichen Trughirsche eine gemeinsame Gruppe. In diesem Fall trägt die gesamte Tribus dann ebenfalls aus Prioritätsgründen die Bezeichnung Rangiferini, manche Autoren behalten aber Odocoileini bei.